# MerryGo!!!RounD
Merry Go!!! Round（メリィゴーランド）は、シブドプロジェクト5人組の女性ユニット。「シブヤDOMINION」の妹分である。都内ライブハウスでのライブを中心に活動している。そのコンセプトに合わせ、ファンを『RounDer』と呼ぶ。

## 概要
2016年2月26日より活動を開始。
メンバーは5名(2016年2月26日現在)。

### ライブ
- 都内のライブハウスを拠点に活動。

### ファン
- ファンの呼称(総称)は「RounDer」(ラウンダー)。

## メンバー
| 名前       | よみ            | 愛称   | 生年月日               | 出身     | 血液型 | 身長  | Twitter ID   | 備考       |
| ---------- | --------------- | ------ | ---------------------- | -------- | ------ | ----- | ------------ | ---------- |
| 柚月茉由子 | ゆづき まゆこ   | まゆこ | 1996年1月23日（29歳）  | 神奈川県 | O型    | 154cm | @mayuko_MGR  | キャプテン |
| 森塚真里奈 | もりつか まりな | まりな | 1997年5月2日（27歳）   | 神奈川県 | B型    | 155cm | @marina__MGR |            |
| 渡辺悠莉子 | わたなべ ゆりこ | ゆりこ | 1996年10月1日（28歳）  |          |        |       | @yuriko_MGR  |            |
| 入江さくら | いりえ さくら   | さくら | 1997年3月14日（27歳）  |          |        | 159cm | @sakura_MGR  |            |
| 佐藤理生   | さとう りな     | りな   | 1998年12月27日（26歳） | 栃木県   | A型    | 156cm | @rina_MGR    |            |

## 来歴

### 2016年
- 2月26日 渋谷Ruido K2にて、シブヤDOMINION主催の【無料ライブ!!!】にて、シブドプロジェクトとして、お披露目。
- 5月31日 柚月茉由子、渡辺悠莉子、入江さくらが脱退
- 7月頃 残り2名のメンバーのTwitterが削除された。